# Satchelliella stylata
Satchelliella stylata és una espècie d'insecte dípter pertanyent a la família dels psicòdids que es troba a Europa: els Alps a França i Àustria.